# La Unión, San Felipe Tejalápam
La Unión är en ort i Mexiko.   Den ligger i kommunen San Felipe Tejalápam och delstaten Oaxaca, i den sydöstra delen av landet, 400 km sydost om huvudstaden Mexico City. La Unión ligger 1 664 meter över havet och antalet invånare är 289.
Terrängen runt La Unión är varierad. Runt La Unión är det ganska tätbefolkat, med 230 invånare per kvadratkilometer. Närmaste större samhälle är Oaxaca de Juárez, 15,7 km öster om La Unión. Trakten runt La Unión består i huvudsak av gräsmarker.